# La Terrasse-sur-Dorlay
La Terrasse-sur-Dorlay este o comună în departamentul Loire din sud-estul Franței. În 2009 avea o populație de 749 de locuitori.

## Evoluția populației
| An        | 1975 | 1982 | 1990 | 1999 | 2006 | 2009 |
| --------- | ---- | ---- | ---- | ---- | ---- | ---- |
| Populație | 465  | 520  | 545  | 653  | 713  | 749  |